# Abdul Qadir Al-Jilani

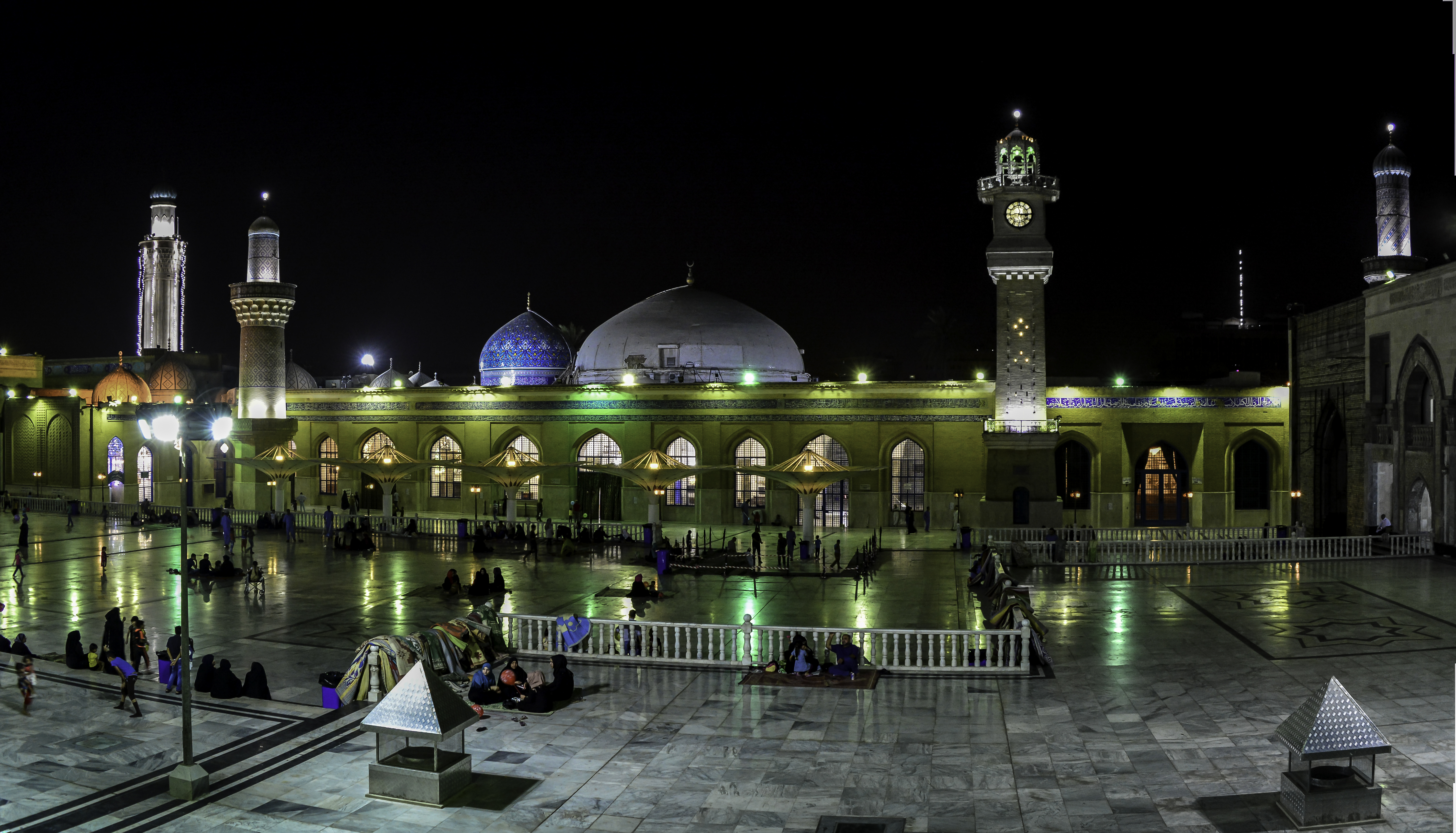
Moscheea cu mausoleul lui Abdul Qadir Al-Jilani din Bagdad, Irak.

Abdul Qadir Al-Jilani (în arabă عبدالقادر الجيلاني; n.1078 - d.1166) a fost un învățat, jurist, teolog, derviș și ascet musulman de origine persană. Este una dintre cele mai celebre personalități islamice și fondatorul eponim al confreriei sufiste Qadiriyyah.

## Biografie
Abdul Qadir s-a născut în provincia Gilan din nord-vestul actualului Iran, de unde i se trage și numele de Al-Jilani. Pe linie maternă, se spune că era urmaș al lui Hasan, fiul califului Ali. În 1095, la vârsta de 18 ani, Abdul Qadir a plecat spre Bagdad, pe atunci cel mai mare oraș al Lumii musulmane și centrul vechiului califat abbasid. În urma unei experiențe mistice, a decis să petreacă o perioadă de câțiva ani în deșert, iar apoi a intrat în Bagdad. Acolo a studiat jurisprudența hanbalită, avându-i ca profesori pe Abu Saeed Mubarak Makhzoomi și pe Ibn Aqil, dar a învățat și despre jurisprudența shafită. În schimb, cu Muhammad Ja'far al-Sarraj a studiat știința hadisurilor. 
După completarea studiilor de jurisprudență și hadisuri, Abdul Qadir a intrat în anturajul misticului Abu'l-Khair Hammad ibn Muslim al-Dabbas, cel care l-a inițiat pe calea sufismului. Ulterior, Abdul Qadir a plecat din Bagdad și a rătăcit prin deșertul irakian vreme de aproximativ 25 de ani. Informațiile legate de această perioadă prezente în hagiografiile sale vorbesc despre numeroase experiențe misticie, miracole și chiar întâlniri cu Diavolul ce încerca să-l ispitească în pustiu.
S-ar fi întors la Bagdad în anul 1127, începând să predice publicului. A preluat conducerea școlii fostului său profesor decedat, Abu Saeed Mubarak Makhzoomi. A devenit foarte popular în tot orașul și în împrejurimi. Dimineața ținea lecții despre hadisuri și comentarii ale Coranului (tafsir), iar după-amiaza despre virtuți și misticismul sufi. Se spune că datorită abilităților, științei și predicilor sale, mulți evrei și creștini au aderat la islam. De asemenea, a adunat un mare număr de discipoli în jurul său ce au format confreria Qadiriyya.

Abdul Qadir Al-Jilani a fost socotit drept sfânt încă din timpul vieții și au apărut multe anecdote și relatări celebre despre minunile sale. Una dintre cele mai cunoscute este legată de învierea unui mort.
A murit în anul 1166, la vârsta de aproximativ 87 de ani. Trupul său a fost înhumat în apropiere de vechea sa școală din Bagdad. În scurt timp, a apărut un mausoleu dedicat acestuia ce era vizitat de numeroși discipoli și simpatizanți. În timpul perioadei în care Bagdadul s-a aflat sub ocupație safavidă (1508-1534), mormântul lui Abdul Qadir Al-Jilani a fost profanat, iar mausoleul distrus. În anul 1535, sultanul otoman Soliman I, cuceritor al Bagdadului, a poruncit reconstruirea mausoleului care dăinuie până în ziua de astăzi.

## Scrieri
Abdul-Qadir Al-Jilani este autorul mai multor cărți, între care:
- Kitab Sirr al-Asrar wa Mazhar al-Anwar (Cartea Secretului Secretelor și Manifestării Luminii)
- Futuh al ghaib (Secretele nevăzutului)
- Ghunyat tut talibeen (Comoara căutătorilor)
- Al-Fuyudat al-Rabbaniya (Emanarea Harului Divin)